# Боц ан Мож
Боц ан Мож (фр. Botz-en-Mauges) насеље је и општина у западној Француској у региону Лоара, у департману Мен и Лоара која припада префектури Шоле.
По подацима из 2011. године у општини је живело 814 становника, а густина насељености је износила 51,72 становника/km². Општина се простире на површини од 15,74 km². Налази се на средњој надморској висини од 94 метара (максималној 141 m, а минималној 11 m).

## Демографија
| 1962. | 1968. | 1975. | 1982. | 1990. | 1999. | 2011. |
| ----- | ----- | ----- | ----- | ----- | ----- | ----- |
| 944   | 955   | 871   | 850   | 760   | 666   | 814   |

График промене броја становника у току последњих година